# Beli ab Eiludd
Beli ab Eiludd roi du Nord du Powys fl. décennies 630-640 ?
Certains avancent qu'en fait il était le fils de  Manwgan ap Selyf qui reprend le pouvoir après qu'Eiludd Powys soit tué lors de la bataille de la bataille de Maes Cogwy en 642 ; toutefois il est plus probable que comme l'indiquent les généalogies il soit le fils d'Eiludd ou le fils ou frère de Selyf.